# Keir Dullea
Keir Dullea [kɪr duˈleɪ] (* 30. Mai 1936 in Cleveland, Ohio) ist ein US-amerikanischer Schauspieler. International bekannt wurde er insbesondere durch die Rolle des Astronauten Dave Bowman in Stanley Kubricks Filmklassiker 2001: Odyssee im Weltraum.

## Leben und Werk
Keir Dullea wuchs ab seinem dritten Lebensjahr im New Yorker Stadtteil Greenwich Village auf, wo seine Eltern eine Buchhandlung betrieben. Nach diversen Theateraktivitäten und Nebenrollen in Fernsehserien war die Rolle eines jugendlichen Straftäters im Film … der werfe den ersten Stein (1961) sein Leinwanddebüt. Problembeladene Jugendliche wurden dann auch in den nächsten Jahren von ihm verkörpert. Besonders erwähnenswert ist seine Darstellung des psychisch gehandicapten David Clemens in David und Lisa (1962), eine Rolle, für die Dullea unter anderem mit dem Golden Globe Award als Bester Nachwuchsdarsteller geehrt wurde.
Nach der Beteiligung an weiteren Film- und TV-Produktionen wurde dann eine Rolle mit ihm besetzt, deren internationale Bekanntheit die Jahrzehnte überdauert: In Stanley Kubricks 2001: Odyssee im Weltraum (1968) verkörperte er den Astronauten David Bowman, der sich als einziger Überlebender einer Weltraummission gegen den Bordcomputer HAL 9000 durchsetzt und zum Ende des Films unbegreifliche Dinge erlebt.

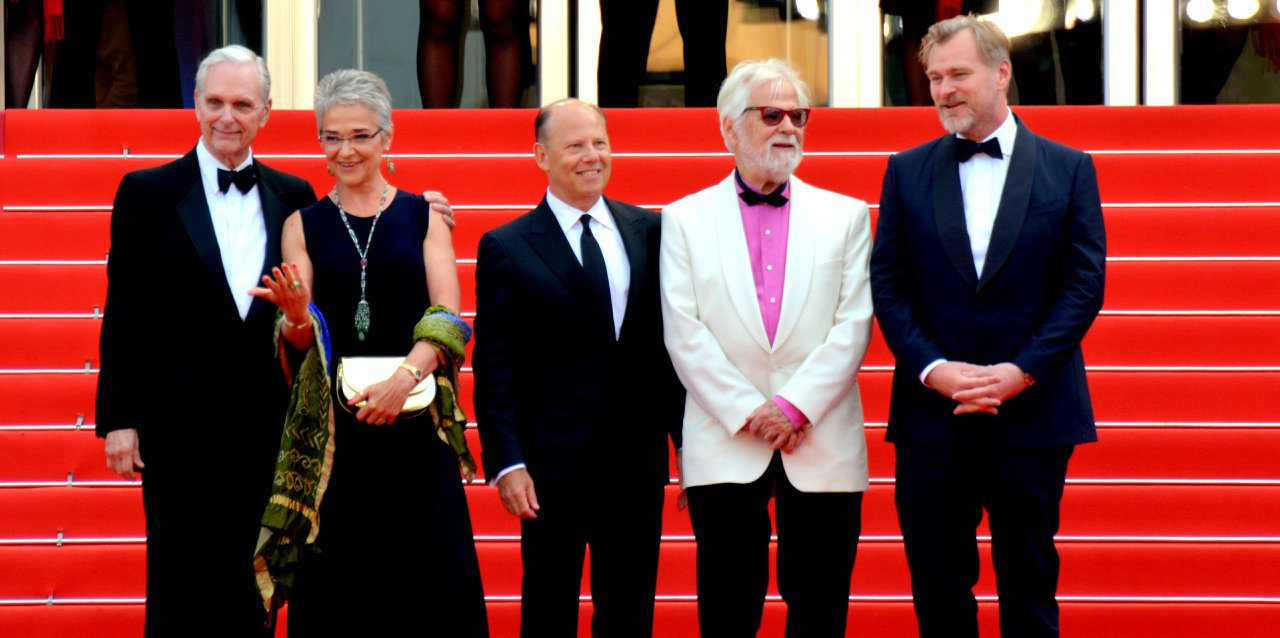
Keir Dullea (links) mit Katharina Kubrick, Jan Harlan (2.v.r.) und Christopher Nolan (rechts) in Cannes 2018

Von deutlich geringerer Bedeutung waren die meisten der Filme, an denen er im Anschluss an diesen Meilenstein der Filmgeschichte mitwirkte. Unter anderem war er an der Seite von Senta Berger in der deutschen Produktion Das ausschweifende Leben des Marquis de Sade (1969) zu sehen und hatte eine Nebenrolle in dem Horrorfilm Jessy – Die Treppe in den Tod (1974). Im Jahr 1984 verkörperte er nochmals die Rolle des David Bowman in 2010: Das Jahr, in dem wir Kontakt aufnehmen (1984), der Fortsetzung des Filmklassikers von 1968. Im neuen Jahrtausend spielte Dullea unter anderem in Robert De Niros Thriller Der gute Hirte (2006) sowie in einer Verfilmung (2018) von Fahrenheit 451 an der Seite von Michael B. Jordan und Michael Shannon. In der Serie The Path war Dullea zwischen 2016 und 2018 als Dr. Steven Meyer zu sehen.
Neben seiner Tätigkeit vor der Kamera ist Keir Dullea auch in den späteren Jahren seiner Karriere dem Theater verbunden geblieben. 1983 gründete er mit seiner dritten Ehefrau Susie Fuller den Theater Artists Workshop of Westport.
Von 1960 bis 1968 war er mit der Schauspielerin Margot Bennett verheiratet. Seine 1969 geschlossene Ehe mit Susan Lessans endete bereits ein Jahr später durch Scheidung. Mit seiner dritten Frau Suzanne Fuller war er von 1972 bis zu ihrem Tod 1998 verheiratet. Seit 1999 ist Dullea in vierter Ehe mit der Schauspielerin Mia Dillon verheiratet.

## Filmografie (Auswahl)
- 1960: Mrs. Miniver (Fernsehfilm)
- 1961: Give Us Barabbas!
- 1961: … der werfe den ersten Stein (The Hoodlum Priest)
- 1962: David und Lisa (David and Lisa)
- 1964: Sieben Tage ohne Gnade (The Thin Red Line)
- 1964: Der Wilde von Montana (Mail Order Bride)
- 1964: Die nackten Stunden (Le ore nude)
- 1965: Bunny Lake ist verschwunden (Bunny Lake Is Missing)
- 1966: Madame X
- 1967: The Fox
- 1968: 2001: Odyssee im Weltraum (2001: A Space Odyssey)
- 1969: Das ausschweifende Leben des Marquis de Sade (De Sade)
- 1972: Papst Johanna
- 1973: Der Westentaschen-Cowboy (Paperback Hero)
- 1974: Jessy – Die Treppe in den Tod (Black Christmas)
- 1974: Paul und Michelle (Paul and Michelle)
- 1976: Willkommen in der blutigen Stadt (Welcome to Blood City)
- 1977: Julias unheimliche Wiederkehr (Full Circle)
- 1980: Operation Eiffelturm (The Hostage Tower)
- 1981: Schatten des Bösen (No Place to Hide, Fernsehfilm)
- 1982: Brain Check – Das andere ich (BrainWaves)
- 1984: 2010: Das Jahr, in dem wir Kontakt aufnehmen (2010: The Year We Make Contact)
- 1989: Mord ist ihr Hobby (Murder, She Wrote, Fernsehserie, Folge Test of Wills)
- 2003: Alien Jäger – Mysterium in der Antarktis (Alien Hunter)
- 2006: Der gute Hirte (The Good Shepherd)
- 2008: Zufällig verheiratet (The Accidental Husband)
- 2008: All Me, All the Time
- 2009: Castle (Fernsehserie, Folge 1x01 Blumen für dein Grab)
- 2009: Fortune
- 2014: Infinitely Polar Bear
- 2014: Space Station 76
- 2016–2018: The Path (Fernsehserie, 15 Folgen)
- 2018: Fahrenheit 451
- 2019: Valley of the Gods
- 2020: Hunters (Fernsehserie, Folge Eilu v' Eilo)
- 2022: Halo (Fernsehserie, Folge Unbound)

## Theater (Auswahl)
- 1967: Dr. Cook’s Garden (Belasco Theatre)
- 1969–1972: Butterflies Are Free (Booth Theatre)
- 1974–1975: Cat on a Hot Tin Roof (ANTA Playhouse)
- 1975: P. S. Your Cat Is Dead! (John Golden Theatre)
- 1985–1986: Doubles (Ritz Theatre)
- 1992: The Other Side of Paradise (Martin R. Kaufman Theatre)
- 2007: Mary Rose (Vineyard Theatre)
- 2012: The Exonerated (45 Bleecker)

## Auszeichnungen
- 1962: San Francisco International Film Festival – Auszeichnung mit dem Golden Gate Award in der Kategorie Bester Schauspieler für David und Lisa
- 1963: Laurel Awards – Nominierung für den Golden Laurel in der Kategorie Bester Nachwuchsdarsteller
- 1963: Golden Globe Award – Auszeichnung in der Kategorie Bester Nachwuchsdarsteller
- 1964: British Film Academy Award – Nominierung in der Kategorie Bester Nachwuchsdarsteller in einer Hauptrolle für David und Lisa